# Brett Hollister
Brett Hollister   (Rotorua, 19 de maig de 1966) és un remer neozelandès, ja retirat, guanyador d'una medalla olímpica. Des del 2004 ha ocupat càrrecs directius al rugbi i des del 2006 és el director executiu de la North Harbour Rugby Union.
Nascut a Rotorua, Nova Zelanda, va estudiar a la Westlake Boys High School. Posteriorment es va afiliar al Waikato Rowing Club.
El 1983, junt a Conrad Robertson, Greg Johnston, Keith Trask i Les O'Connell, va formar part de la tripulació que guanyà el Campionat del Món de rem del quatre amb timoner a Duisburg. El 1984, junt a Kevin Lawton, Don Symon, Barrie Mabbott i Ross Tong, guanyà la medalla de bronze en la prova del quatre amb timoner del programa de rem dels Jocs Olímpics d'Estiu de Los Angeles. El 1984 i el 1985 va guanyar quatre títols del campionat nacional de rem de Nova Zelanda.